# Núi Unzen
Núi Unzen (雲仙岳 Unzen-dake) là một nhóm vài núi lửa dạng tầng còn hoạt động lấp chồng chéo lên nhau, nằm gần thành phố Shimabara, tỉnh Nagasaki, trên đảo Kyūshū, hòn đảo chính nằm ở cực nam của Nhật Bản.

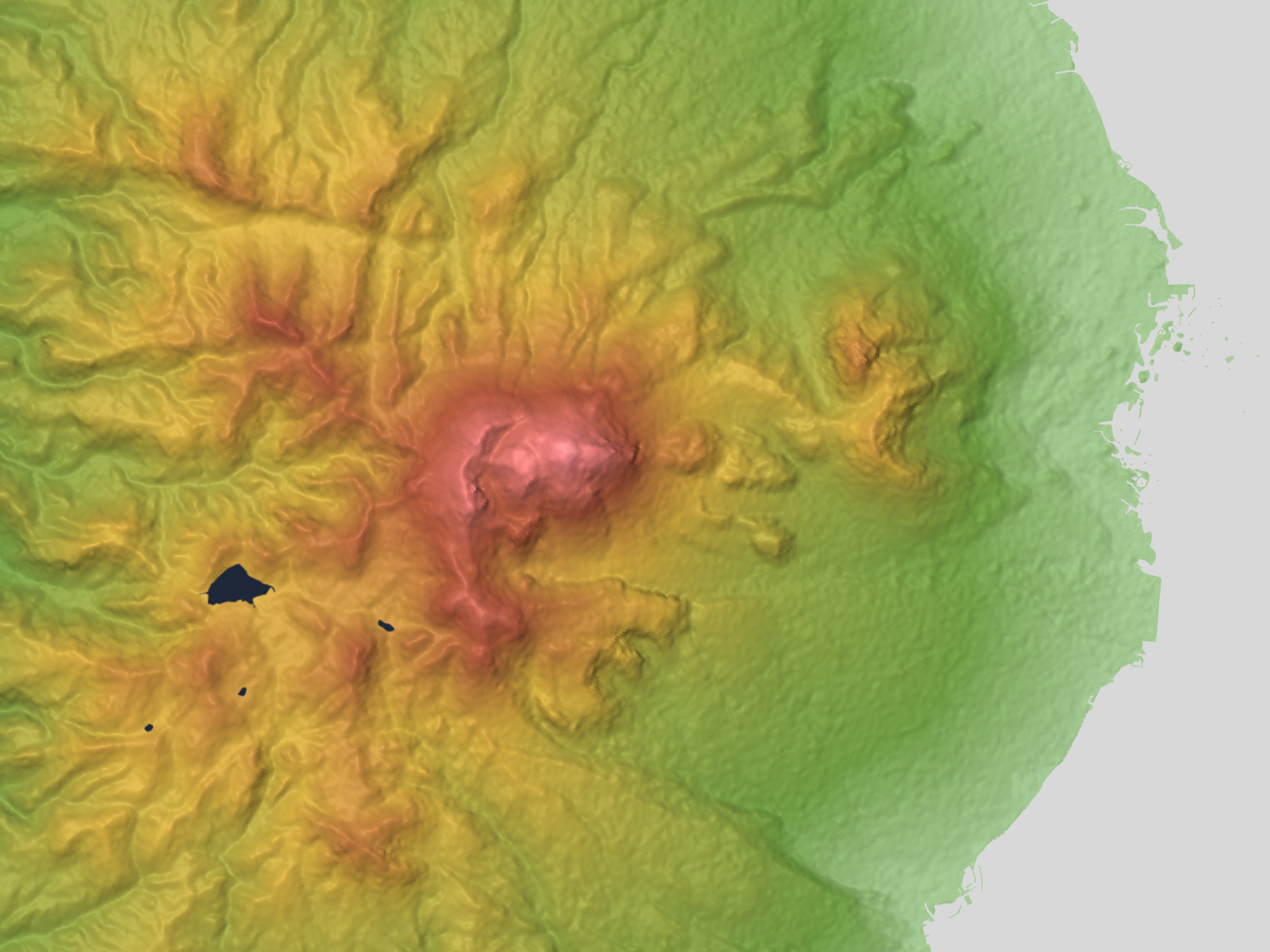
Bản đồ núi lửa Unzen

Vào năm 1792, sự sụp đổ của một trong số vài vòm nham thạch của nó đã gây ra một cơn sóng thần giết chết 14.524 người trong thảm họa núi lửa tồi tệ nhất của Nhật Bản. Núi lửa hoạt động gần đây nhất từ năm 1990 đến năm 1995, và một vụ phun trào lớn vào năm 1991 đã tạo ra một dòng nham tầng (pyroclastic flow) làm 43 người thiệt mạng, trong đó có ba nhà nghiên cứu về núi lửa.
Những ngọn núi cao nhất là Fugen-dake ở độ cao 1.359 m và Heisei-shinzan ở độ cao 1.486 m. Núi thứ hai nổi lên trong quá trình phun trào của kỷ nguyên Heisei thời kỳ đầu tiên (1989-).

## Lịch sử phun trào

### Tiền sử đến năm 1989

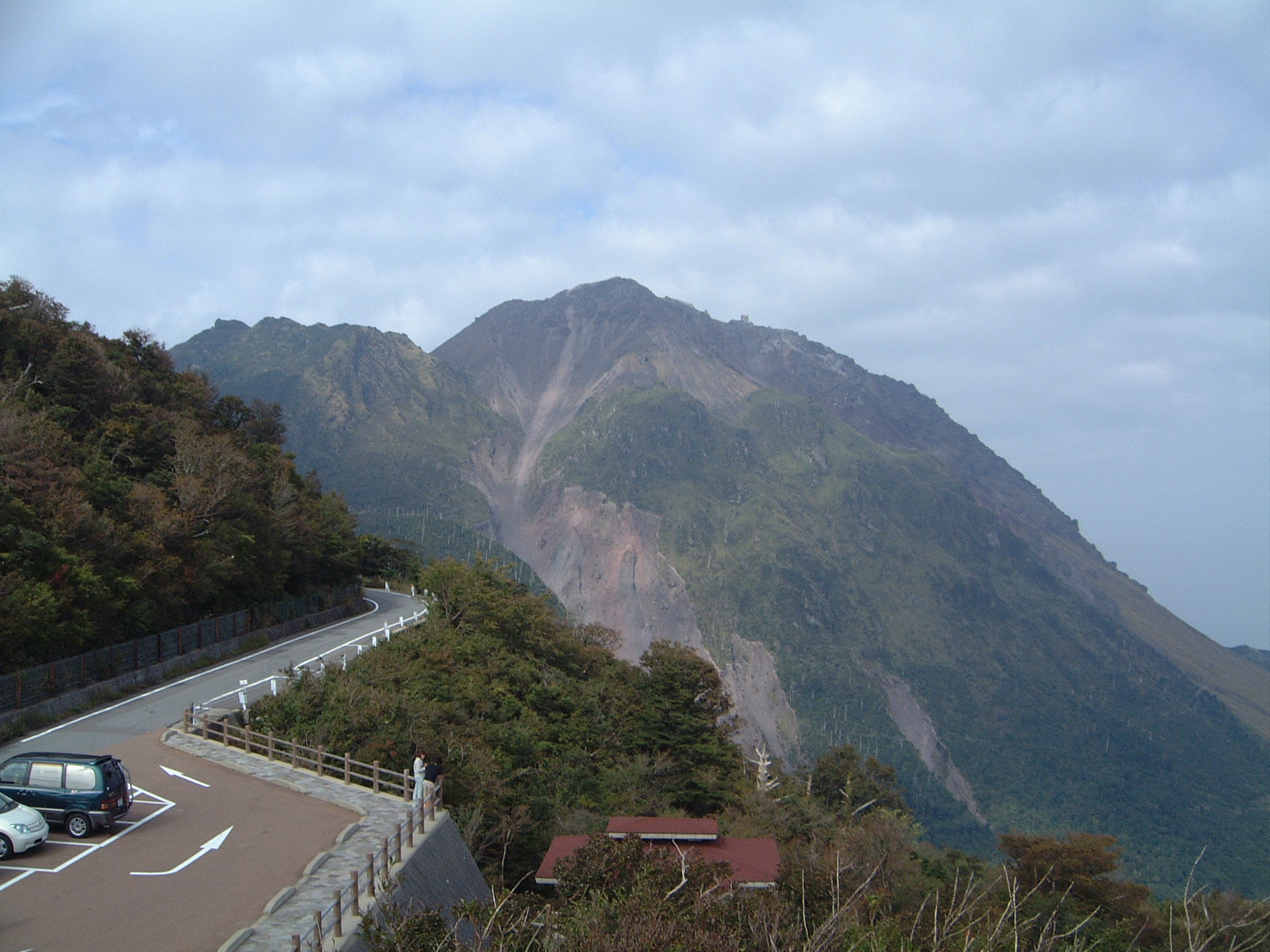
Nhìn từ xa, Đỉnh Fugen-dake của Unzen (trái) và đỉnh Heisei-Shinzan, sau đó là một mái vòm dung nham xuất hiện trong đợt phun trào 999-1000, nhìn thấy từ Đèo Nita vào tháng 11 năm 2005

Núi Unzen là một phần của Bán đảo Shimabara, nơi đã chứng kiến núi lửa phun trào trên hàng triệu năm. Các trầm tích núi lửa lâu đời nhất trong khu vực có từ hơn 6 triệu năm trước, và các vụ phun trào lớn xảy ra trên toàn bán đảo giữa 2,5 và 0,5 triệu năm trước.
Nguồn gốc của phức hợp Unzen được bắt nguồn từ sự hình thành của một hố thông qua đứt gãy. Điều này làm cho các phần của bán đảo chìm xuống đến 1.000 m (3.300 feet) dưới mực nước biển và có thể gây ra hoạt động phun trào hạn định tại một phía bán đảo bên trong hố. Sự phun trào của dung nham dacitic bắt đầu từ một khu vực phía nam của Núi Unzen ngày nay và di chuyển về phía bắc theo thời gian.
Núi lửa nhanh chóng phát triển trong suốt 200.000 năm đầu tiên, tạo thành một hình nón lớn. Các vụ phun trào sau này trong 150.000 năm sau đã tràn ngập khắp nơi trong hố. Ban đầu, hoạt động bị chi phối bởi các dòng dung nham andesit và dòng tro chảy dày, thay đổi theo dòng chảy bùn dacitic và trầm tích rơi xuống từ 500.000 đến 400.000 năm trước. Giai đoạn từ 400.000 đến 300.000 năm trước đây đã chứng kiến vị trí của các khu vực rộng lớn của lưu lượng pyroclastic và các mỏ lahar; chúng tạo thành phần chính của quạt núi lửa xung quanh núi lửa. Bắt đầu từ 300.000 đến 150.000 năm trước, các trầm tích được phun ra dày đã lắng xuống, cho thấy sự sụt lún của núi lửa vào hố của nó xảy ra nhanh chóng trong giai đoạn này.
Hoạt động từ 150.000 năm trước đến nay đã xảy ra tại một số địa điểm xung quanh phức hợp núi lửa, tạo nên bốn vòm chính tại các thời điểm khác nhau: các đỉnh núi lửa No-dake (70-150.000 năm tuổi), Myōken-dake (25-40.000 năm tuổi), Fugen-dake (trẻ hơn 25.000 tuổi) và Mayu-yama (4.000 năm tuổi). Fugen-dake là địa điểm phun trào nhất trong suốt 20.000 năm qua và cách trung tâm Shimabara khoảng 6 km (3,7 dặm).

## Bibliography
- Hoshizumi H., Uto K., Matsumoto A. (2001), Core stratigraphy of the Unzen Scientific Drilling: Volcanic History of the Unzen Volcano, Kyūshū, SW Japan, American Geophysical Union, Fall Meeting 2001
- Hoshizumi H., Uto K., Matsumoto A., Kurihara A. (2004), Growth History Of Unzen Volcano, Kyūshū, Japan, American Geophysical Union, Fall Meeting 2004
- Sakuma S., Nakada S., Uto K. (2004), Unzen Scientific Drilling Project: Challenging drilling operation into the magmatic conduit shortly after eruption, American Geophysical Union, Fall Meeting 2004
- Uto K., Hoshizumi H., Matsumoto A., Oguri K., Nguyen H. (2001), Volcanotectonic history of Shimabara Peninsula and the evolution of Unzen volcano in Southwest Japan, American Geophysical Union, Fall Meeting 2001
- Uto K., Nakada S., Shimizu H., Sakuma S., Hoshizumi H. (2004), Overview and the achievement of the Unzen Scientific Drilling Project, American Geophysical Union, Fall Meeting 2004